# 土師猪手
土師 猪手（はじ の いて）は、飛鳥時代の人物。氏姓は土師連、のち土師娑婆連（はじのさばのむらじ）。土師磐村の子。冠位は大仁。

## 経歴
推古天皇11年（603年）に征新羅大将軍であった来目皇子の葬儀を周防国で行っている。周防国佐波に来目皇子の殯宮を造ったことから、娑婆連姓を名乗るようになった。
皇極天皇2年（643年）、皇極天皇の生母である吉備嶋皇祖母命（吉備姫王）が薨去し、天皇の詔によって吉備姫王の葬儀執行を担当する。
しかしその年の11月1日（12月20日）の上宮王家襲撃事件では、巨勢徳多に従い100名の兵で斑鳩宮を攻めるが奴三成によって返り討ちにされる。